# Gens Egnacia
La gens Egnacia  fue un conjunto de familias romanas de origen plebeyo que compartían el nomen Egnacio. Sus miembros se mencionan por primera vez a principios del siglo III a. C. en el contexto de la tercera guerra samnita y entraron a formar parte del Senado en los dos siglos siguientes. En el siglo III, ocuparon una posición de presigio en las filas senatoriales y uno de los miembros llegó a ser emperador.

## Origen y miembros
Los primeros miembros de la gens fueron de origen samnita. Gelio Egnacio fue un militar samnita que combatió contra los romanos en la tercera guerra samnita a principios del siglo III a. C.. Durante la guerra Social, Mario Egnacio fue uno de los líderes de la confederación itálica. En los siglos II y I a. C., varios de sus miembros entraron en el Senado. Cicerón nombra a dos Egnacios, padre e hijo, que fueron expulsados del Senado en la década de los años 70 a. C. Apiano menciona a otros dos que fueron proscritos por los triunviros en el año 43 a. C.
En el año 19 a. C., Marco Egnacio Rufo, siendo pretor, aspiró al consulado y terminó siendo ejecutado e incluido en la lista de los que conspiraban contra Augusto. Egnacia Maximila acompañó a su marido al exilio cuando Nerón lo desterró acusado de participar en la conjura de Pisón.
Durante el siglo III, familias de esta gens de origen etrusco  alcanzaron un alto prestigio, emparentando con notables familias aristocráticas itálicas. Varios miembros de estas familias alcanzaron las más altas magistraturas del Estado y uno de ellos, Galieno, llegó a ser emperador.

## Praenominaycognomina
Del periodo republicano, se conocen miembros con los praenomina Cneo y Cayo y los cognomina Máximo y Rufo. En época augústea, está atestiguado un Egnacio con el praenomen Marco  y en tiempos de Nerón un famoso delator llevó el praenomen Publio y el cognomen Céler.
En época severa, destacan dos familias de la gens: los Marinianos o Egnacios Víctores, que usaron el praenomen Lucio y los cognomina Víctor, Loliano y Mariniano principalmente; y los Egnacios Próculos, que llevaron los praenomina Aulo y Quinto y los cognomina Próculo y Perpetuo.